# Schloss Sibyllenort

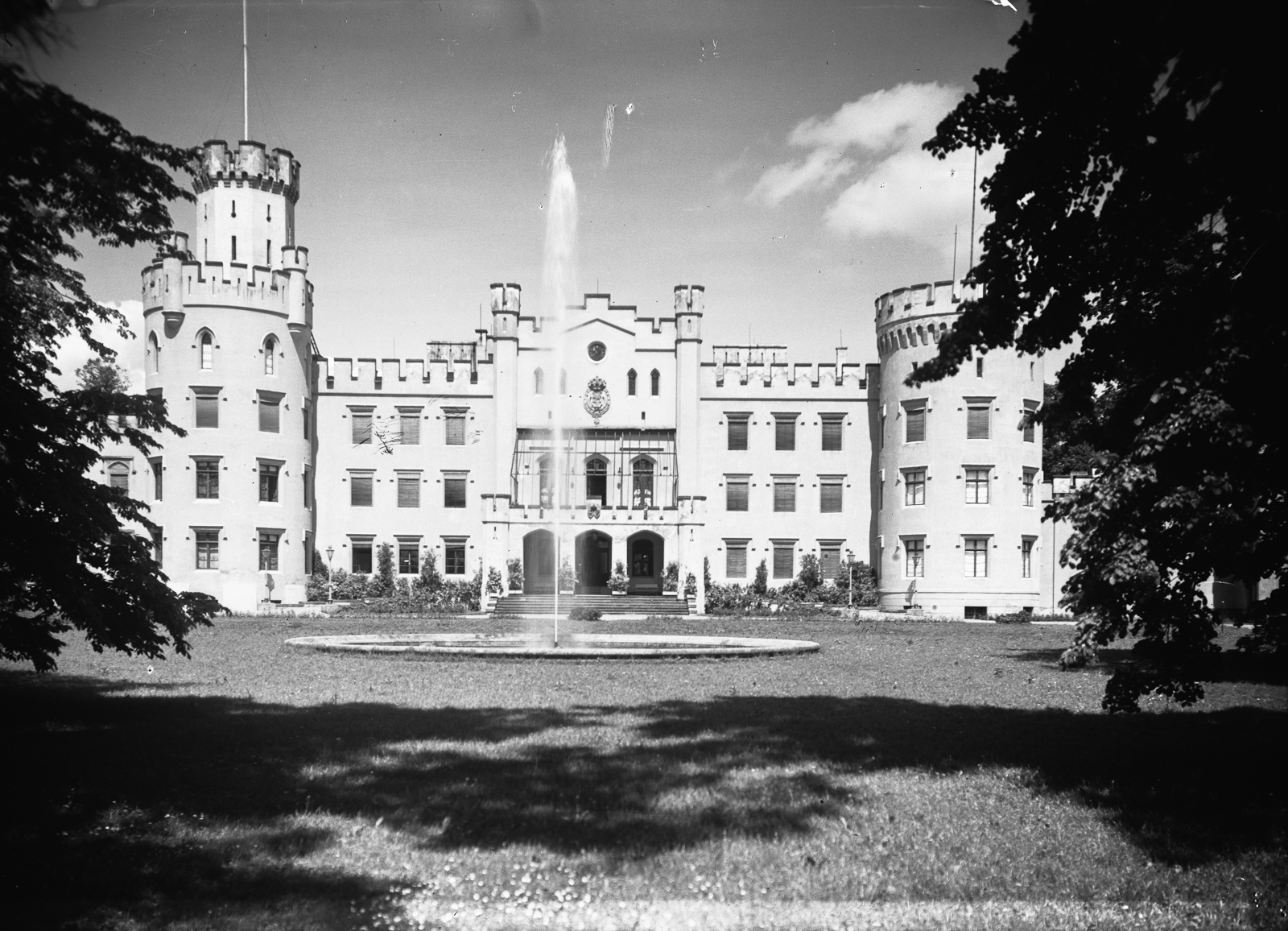
Blick zur Hauptfassade des Schlosses (um 1930)

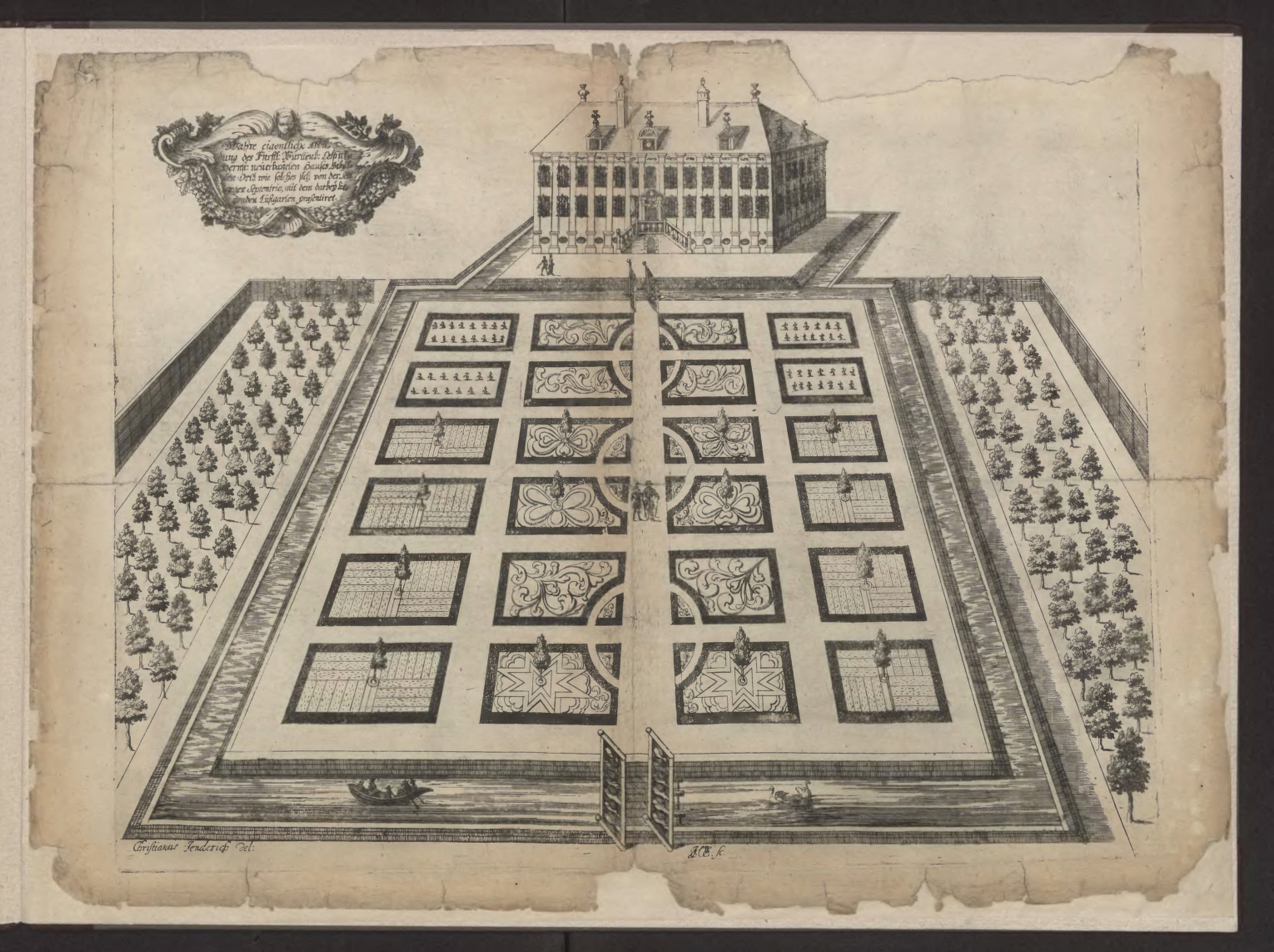
Schloss Sibyllenort von Norden mit französischem Garten, 1692

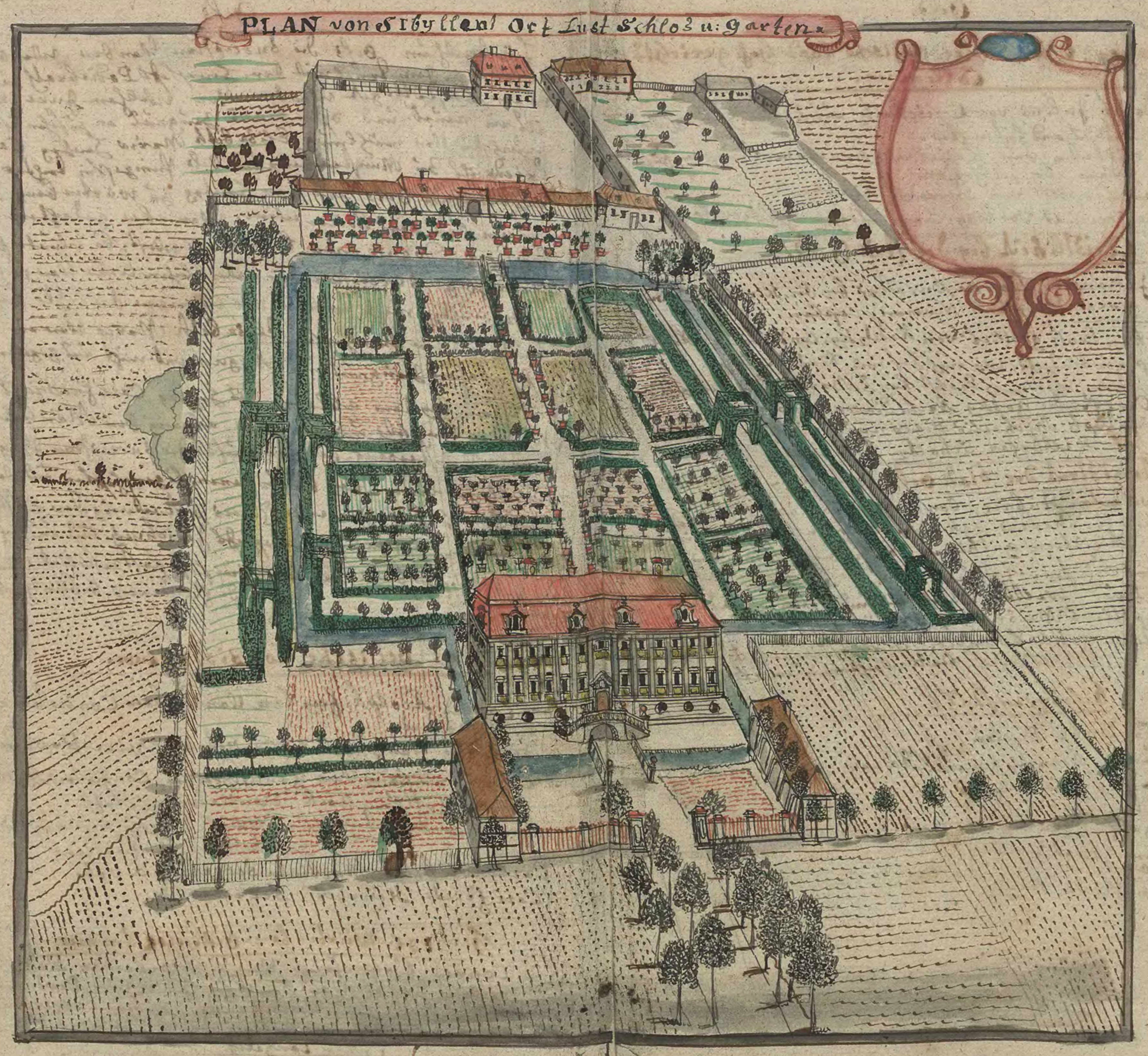
Schloss Sibyllenort in der 2. Hälfte des 18. Jahrhunderts

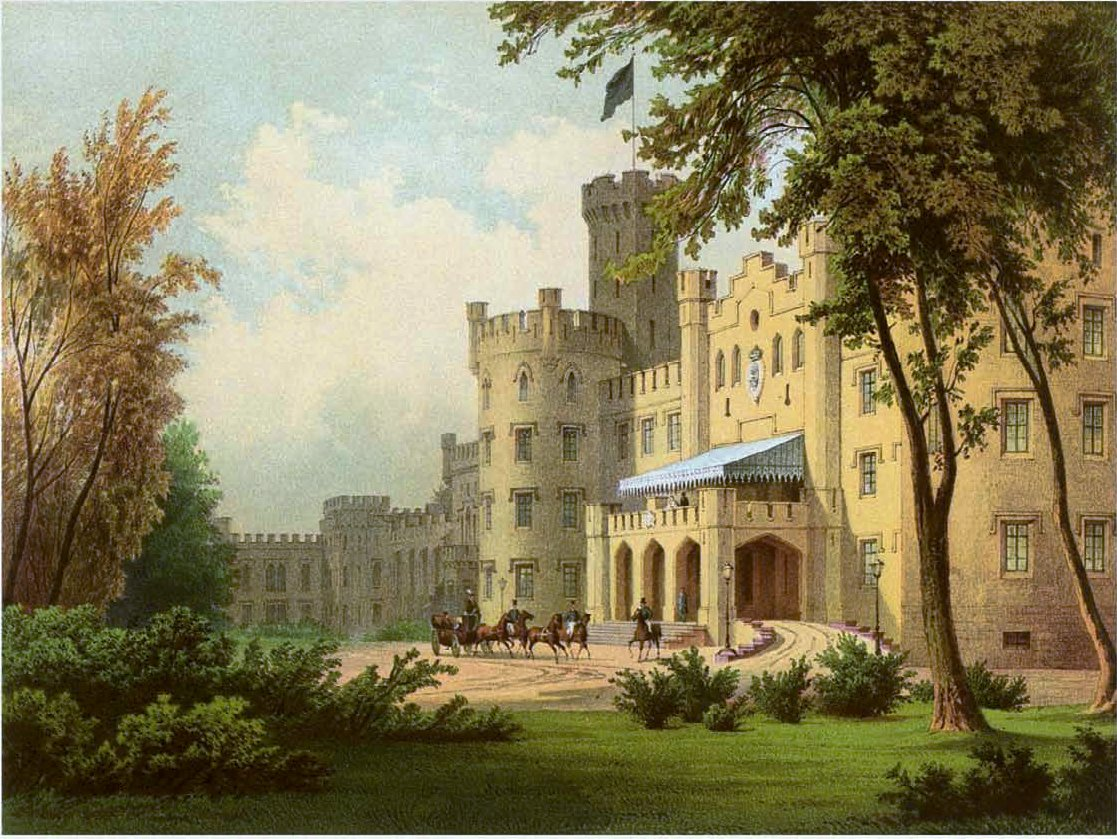
Schloss Sibyllenort Mitte des 19. Jahrhunderts

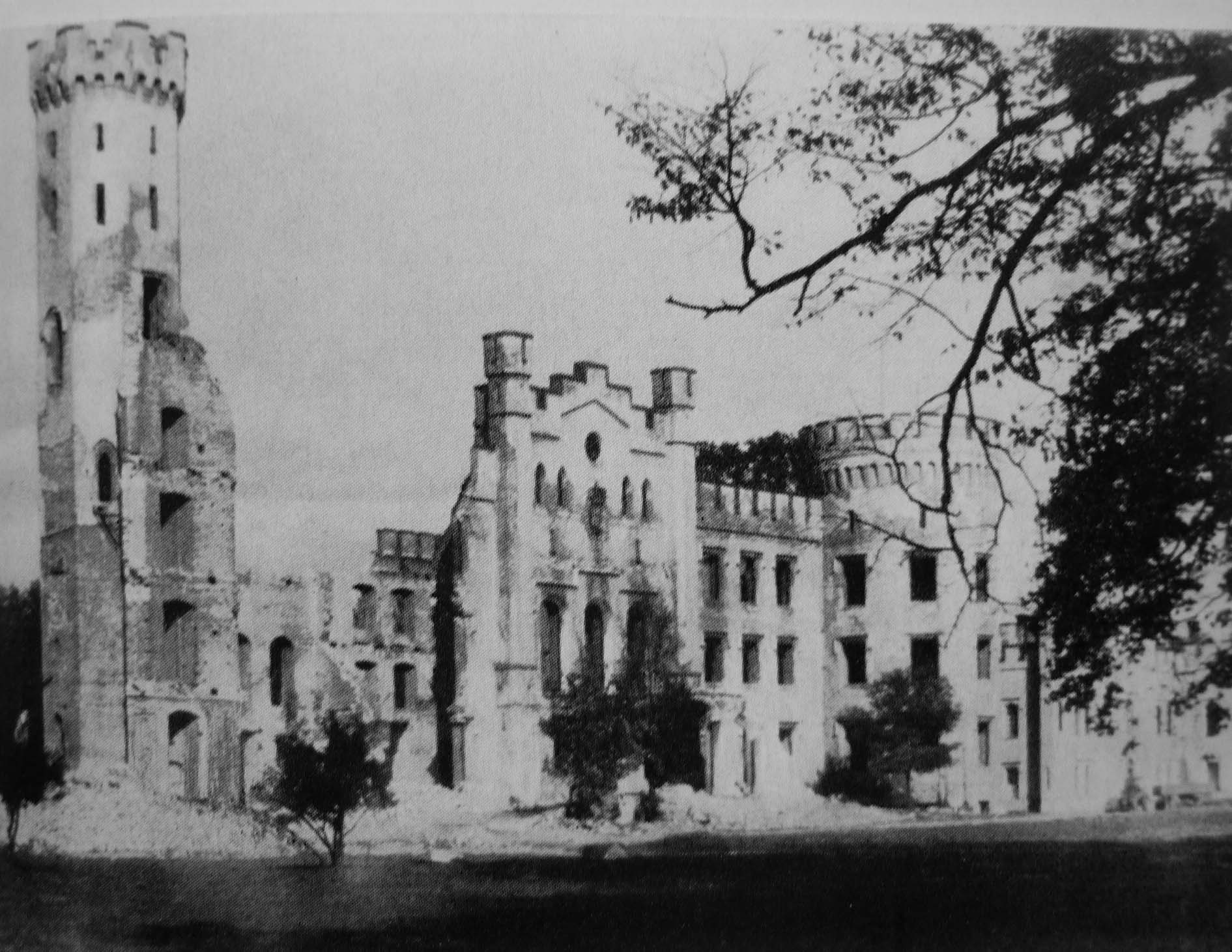
Zerstörtes Schloss nach 1945

Schloss Sibyllenort war eine große Schlossanlage am gleichnamigen Ort in Niederschlesien, dem heutigen Szczodre, 12 km nordöstlich von Breslau. Das Schloss gehörte den Herzögen von Oels, war später Privatbesitz der sächsischen Könige und galt als das „schlesische Windsor“. Es wurde in der Endphase des Zweiten Weltkriegs weitgehend zerstört. Heute zeugen nur noch einzelne Gebäudereste und der riesige, größtenteils verwilderte Park von der einstigen großen und repräsentativen Schlossanlage.

## Geschichte
Die Dörfer Neudorf und Rastelwitz gehörten seit 1592 der Familie Gaffron, wobei Rastelwitz seit dem Dreißigjährigen Krieg wüst lag. Balthasar Wilhelm von Gaffron verkaufte sie 1685 an Herzog Christian Ulrich von Württemberg-Oels, der den Ort zu Ehren seiner zweiten Ehefrau Sibylle Maria von Sachsen-Merseburg Sibyllenort nannte. Bis 1692 entstand ein 13-achsiger Schlossbau als Sommerresidenz mit einem französischen Garten, umgeben von einem Wassergraben. Christian Ulrichs Sohn Karl Friedrich schenkte das Schloss 1712 seiner Gemahlin Sibylle Charlotte Juliane, die das Anwesen zunächst verpachtete. Nachdem das Schloss als unbewohnbar bezeichnet worden war, ließ Sibylle Charlotte es 1716 renovieren und nutzte es bis zu ihrem Tod 1735 als Sommersitz. Danach erbte es ihre Schwester Hedwig Friederike von Anhalt-Zerbst, bevor es wieder an die Herzöge von Württemberg-Oels zurückfiel. Karl Friedrichs Nachfolger Karl Christian schenkte dem Schloss wenig Aufmerksamkeit. Erst der nächste Eigentümer, Herzog Friedrich August, ließ es von 1792 bis 1805 renovieren und ausbauen. Das Hauptgebäude wurde aufgestockt, die Hauptfassade erhielt vorgesetzte Risalite, und auf der Hofseite wurden zwei überkuppelte Rundtürme angebaut. Ferner wurden vier Nebengebäude errichtet, unter anderem ein Theater. Joseph von Eichendorff besichtigte das Schloss 1803 und lobte die Verbindung von Kostbarkeit und Geschmack.
Zwischen 1851 und 1867 ließ der letzte Herzog von Oels, Wilhelm von Braunschweig-Lüneburg, die Schlossanlage unter der Leitung des Architekten Carl Wolf in Anlehnung an Schloss Windsor im britischen Tudorstil umbauen und erheblich erweitern; sie umfasste zuletzt 400 Räume. Östlich des in den Neubau integrierten Corps de Logis wurde ein neuer Wirtschaftsflügel errichtet, ebenso eine verglaste Orangerie. Gleichzeitig wurden ein 75 Hektar großer englischer Landschaftspark mit einer Reihe von Teichen und ein mehr als 200 Hektar großes Wildgehege angelegt. Der Park und 60 Repräsentationsräume mit der großen Gemäldesammlung und der Sammlung Meißner Porzellans konnten besichtigt werden, und das Schloss wurde zu einer vielbesuchten Touristenattraktion.
Wilhelm machte Sibyllenort zu seinem Hauptwohnsitz und starb dort am 18. Oktober 1884, unverheiratet und ohne legitime Nachkommen. Schloss Sibyllenort vermachte er testamentarisch seinem Neffen, dem damaligen sächsischen König Albert, der es als Sommersitz nutzte. Unter Albert wurde das Theater zur Schlosskapelle umgebaut, das Schloss erhielt eine Wasserver- und Abwasserentsorgung und die große Fontäne vor der Hauptfassade wurde angelegt. Im Jahr 1902 erkrankte Albert während seines Sommeraufenthalts auf dem Schloss und starb hier am 19. Juni 1902.
Nach der Abdankung des letzten sächsischen Königs Friedrich August III. im Jahre 1918 wurde das Schloss sein ständiger Wohnsitz. Hier starb er 1932. Sein Erbe, Friedrich Christian von Sachsen, konnte das riesige Gebäude aus finanziellen Gründen nicht weiter unterhalten. Er ließ einen großen Teil der Inneneinrichtung 1935 versteigern und den Rest in sein neu erbautes Schloss Wachwitz in Dresden überführen. Die Bibliothek kam an die Universität Breslau. Ein Trakt des Schlosses wurde zu Wohnungen umgebaut, jedoch ließ sich kein Konzept für eine Gesamtnutzung finden.
Ab 1939 wurden die Schlossgebäude als Luftwaffenhauptdepot genutzt. Am 26. Januar 1945 wurde beim Anrücken der Roten Armee der Mittelbau des Schlosses von der Wehrmacht gesprengt; dabei brannte das gesamte Gebäude aus.
In der Volksrepublik Polen wurden die noch verwendbaren Gebäudeteile vom Staatssicherheitsdienst genutzt, unter anderem als Erholungsheim für Funktionäre. Im erhaltenen Teil des Ostflügels befand sich nach einer umfassenden Renovierung in den Jahren 1977–1980 ein Weiterbildungszentrum für Beschäftigte der Woiwodschaft Niederschlesien und der Stadt Wrocław.
Zugleich wurde schon in den 1950er Jahren mit dem Abbruch der Ruinen begonnen, der sich mit Unterbrechungen bis 1989 hinzog. Die Steine wurden zum Teil für den Wiederaufbau Warschaus verwendet. Die verbliebenen Gebäudereste wurden am 21. September 1990 unter Denkmalschutz gestellt (Nr. A/3803/649/W).
An Baulichkeiten sind erhalten: der Nordteil des Ostflügels (leerstehend), ein Nebentrakt des früheren Theaters (als Wohnhaus genutzt), das Süd- und das Westtor des Parks sowie zwei ehemalige Parkwächterhäuser. Im früheren Park befindet sich ein Gedenkkreuz für König Albert I., das dessen Frau Carola nach seinem Tod errichten ließ. Die Gebäude befinden sich seit 1992 in Privatbesitz. 1999 wurden die gusseisernen Löwenskulpturen am Parktor gestohlen.

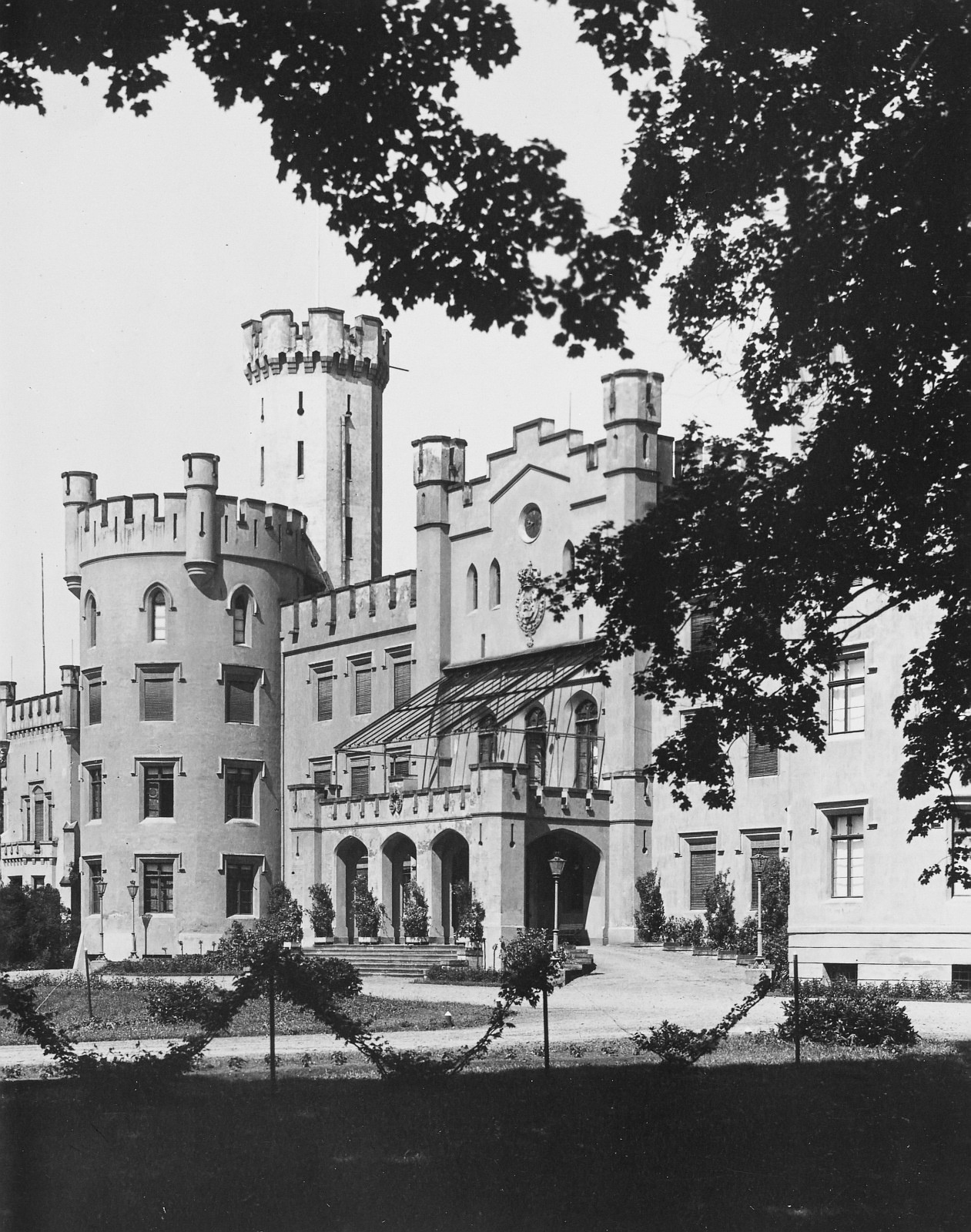
Blick vom Park auf die Hauptfassade mit Auffahrt und linkem Flügel (um 1930)
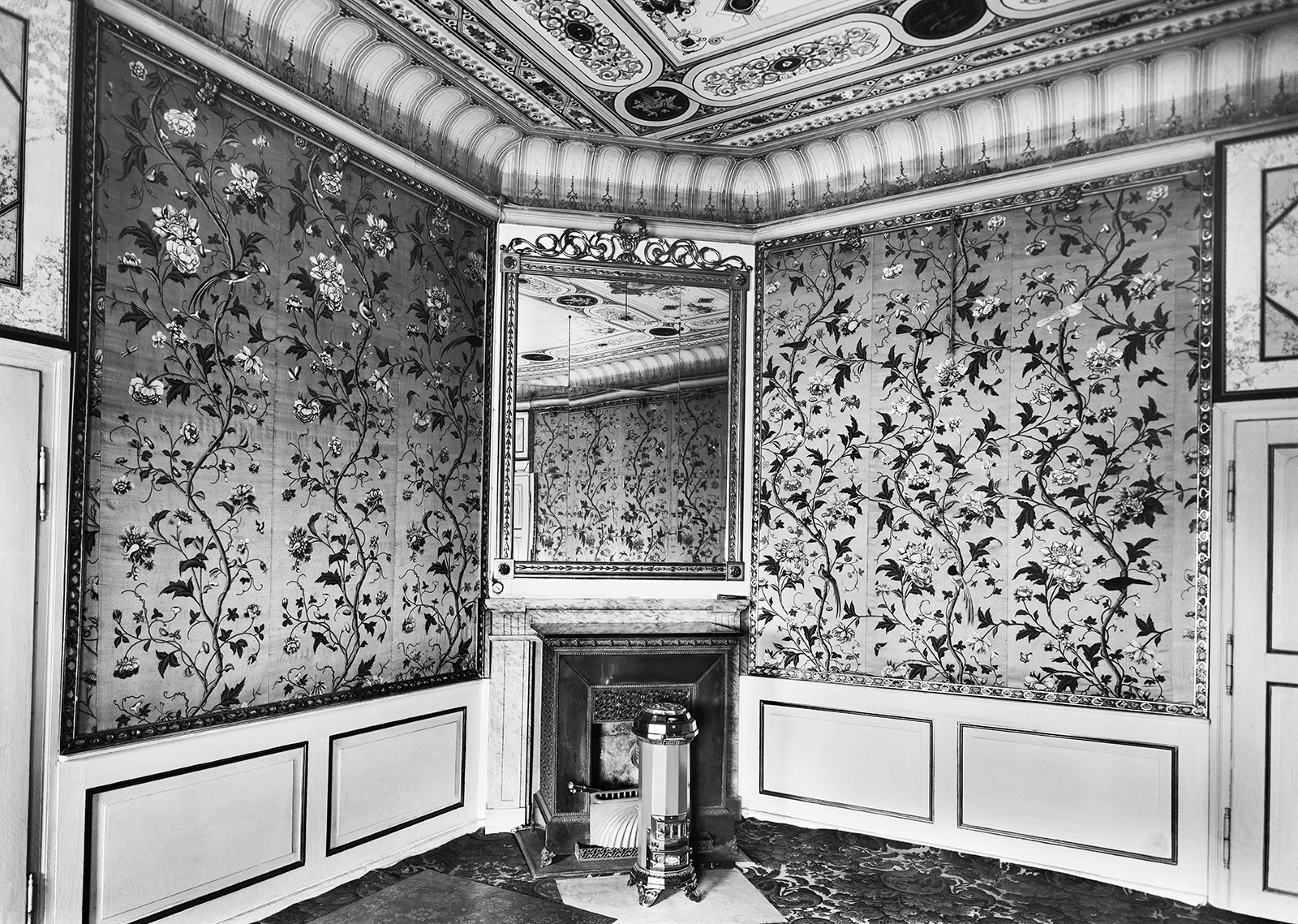
Innenausstattung des 19. Jahrhunderts
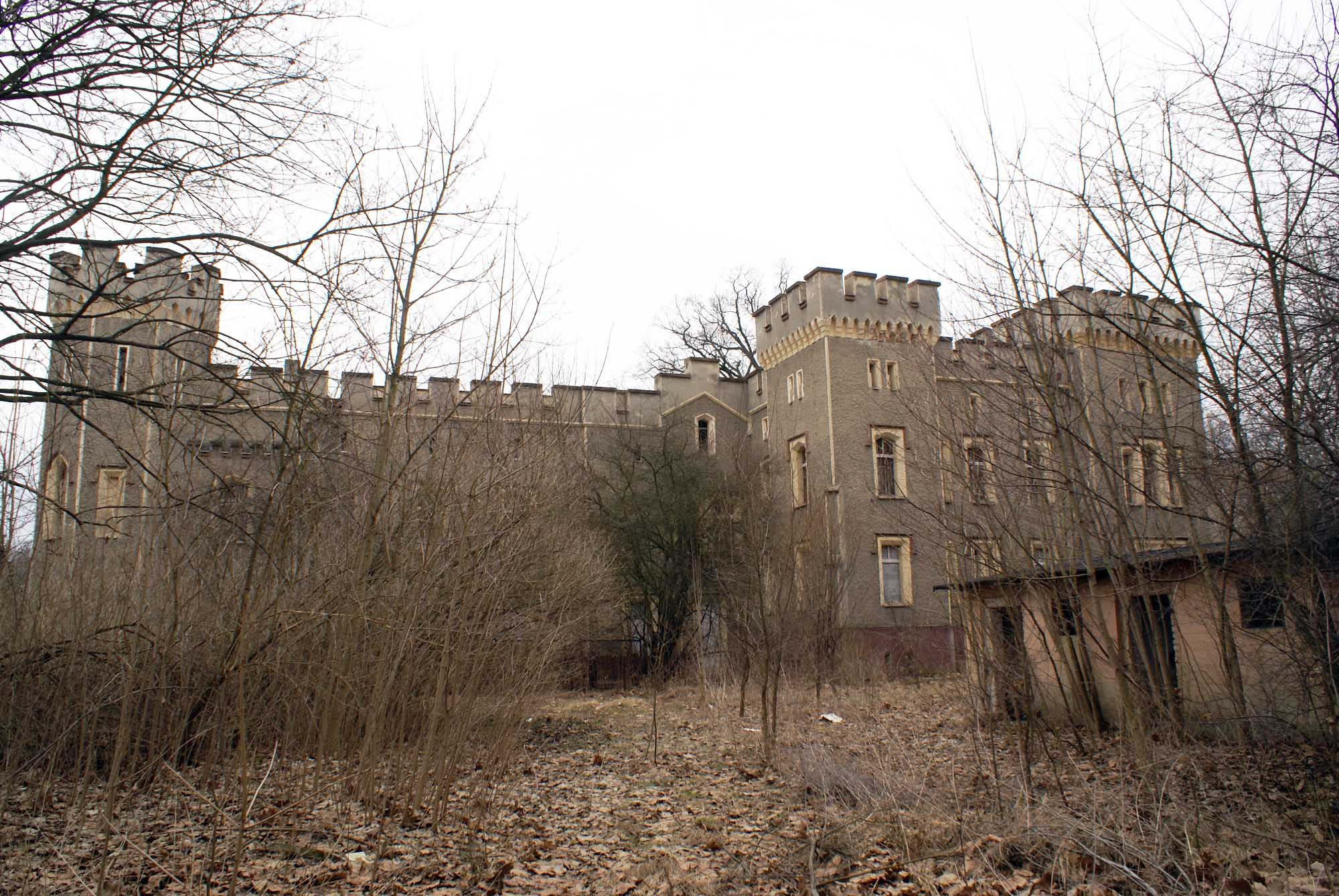
Erhaltene Reste des Schlosses (2010)
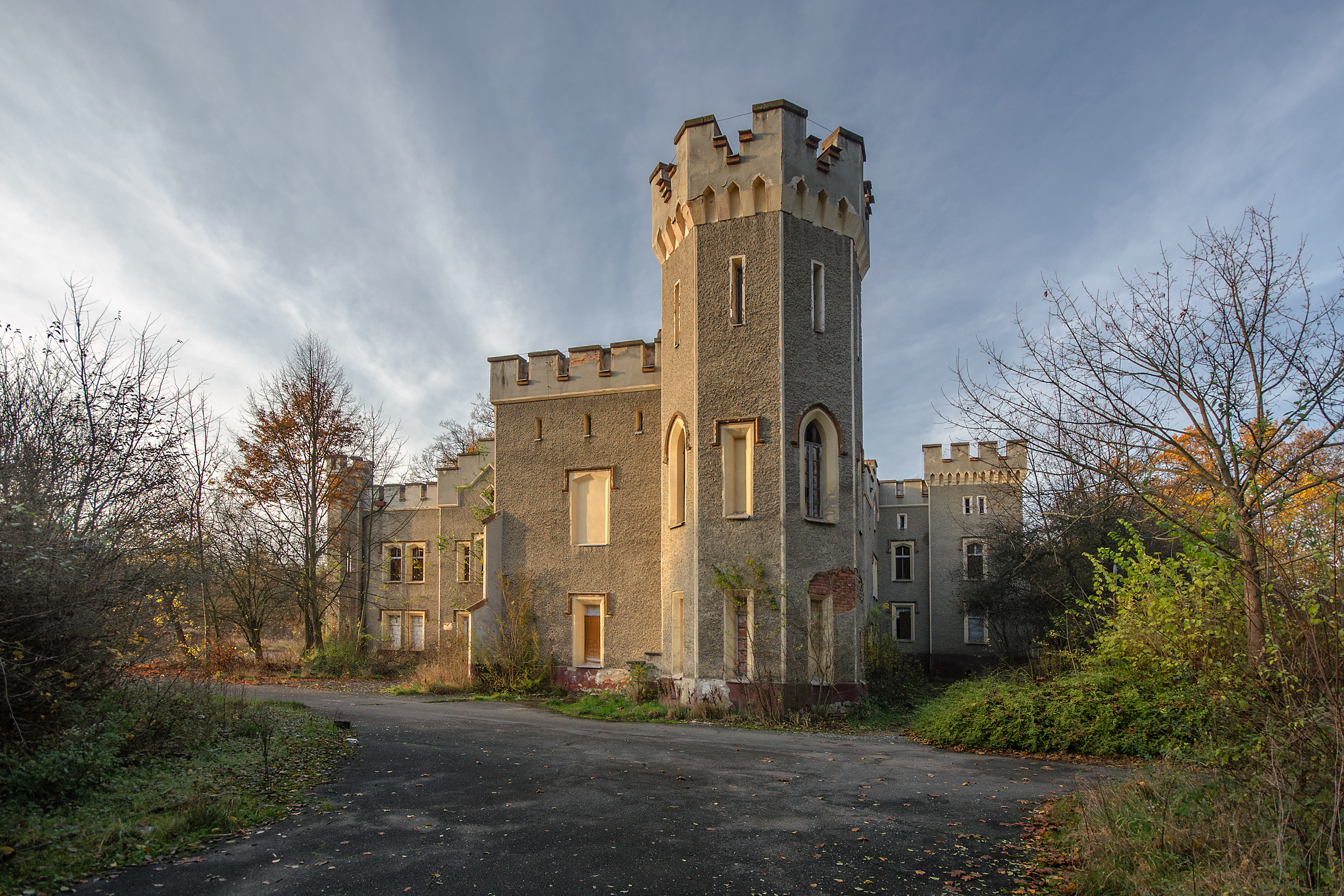
Erhaltene Reste des Schlosses (2014)
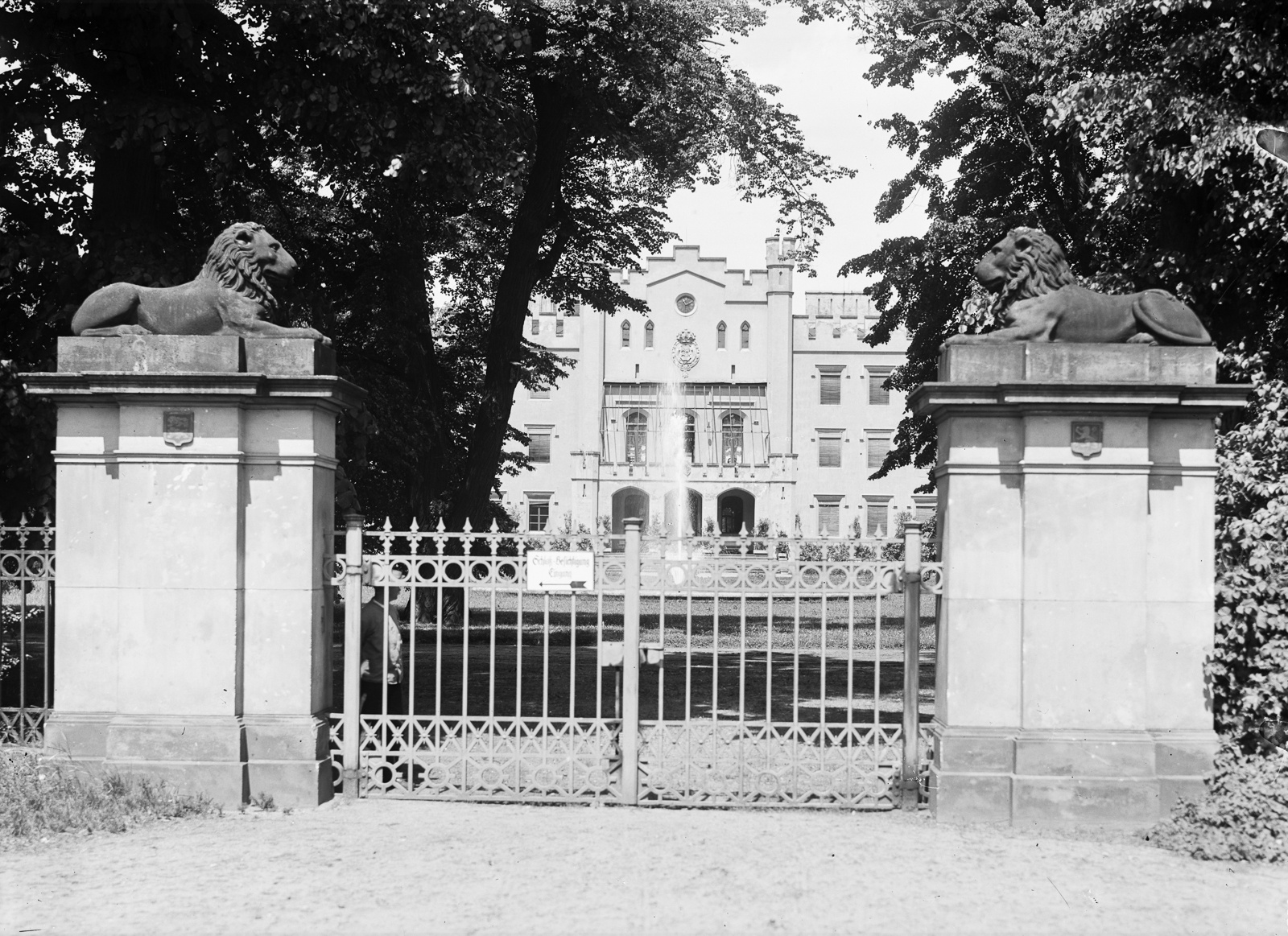
Parktor mit Löwenskulpturen (um 1930)